# Stadhuis van Haapsalu
Het stadhuis van Haapsalu (Ests: Haapsalu raekoda) is een historisch museum gelegen in het oude stadhuis uit 1775 in de Estse stad Haapsalu. Gebouwd in het hart van de oude stad, biedt het een blik op het leven in Haapsalu van het einde van de 19e eeuw tot 1940, gezien door de ogen van de zomerbewoners. Met behulp van foto's en voorwerpen wordt de geschiedenis van Haapsalu getoond, met speciale aandacht voor de periode waarin het evolueerde tot een badplaats. Deze plek was bekend bij zowel beroemde als minder bekende zomergasten vanwege de geneeskrachtige modder. In 1929 werd het museum opgericht onder de naam Läänemaa Museum. Het museum wordt tegenwoordig beheerd door de organisatie Haapsalu en Läänemaa-museums.
Ants Laikmaa huismuseum · Ests spoorweg- en communicatiemuseum · Ilon's Wonderland · Kasteel Haapsalu ·  Stadhuis van Haapsalu